# Alice Pestana
Alice Pestana (Santarém, 7 de abril de 1860 — Madrid, 24 de diciembre de 1929) fue una humanista portuguesa, pedagoga de la Institución Libre de Enseñanza, feminista y fundadora de la "Liga Portuguesa de la Paz" en 1899.

## Biografía
Nacida Alice Villar Pestana, fue hija de Matilde Soares Pestana, una dama culta que murió al dar a luz al benjamín de la familia, cuando Alice tenía cinco años. El padre de Alice, Eduardo Augusto Villar Coelho, volvió a casarse nueve años después, siendo ella y sus hermanos criados por la abuela materna (de quien finalmente tomaría el apellido por el que se la conoce).
Educada por institutrices inglesas, estudió varios idiomas, piano y canto. Se inició como periodista en The Financial and Mercantil Gazette de Lisboa y O Espectro da Granja. Entre 1888 y 1893 hace varios viajes por Europa y escribe cuentos, novelas, ensayos y artículos. En 1892, presenta su tesis «O que deve ser a instrução secundária da mulher?», en el Congreso Pedagógico Hispano-Português-Americano, con ocasión del IV Centenario del Descubrimiento de América. 
Ingresó en la "Sociedad Altruista", creada por José Pessanha, asociación dedicada a la mujer, el niño y el progreso moral de la humanidad, de la que emergió, en 1899, la "Liga Portuguesa de la Paz", institución en la que Pestana ocupó la primera presidencia. Antes, en 1890, Bernardino Machado le había presentado a Francisco Giner de los Ríos durante una visita a Lisboa. A través de ellos conocería a su futuro marido, el también "institucionista" Pedro Blanco Suárez, con el que el 5 de enero de 1901 se casó en la capital portuguesa, trasladándose meses después a España donde residió desde entonces. El matrimonio no tuvo hijos.
En 1914, ganó una plaza de profesora de francés para las escuelas de adultos de la propia ILE. Ese mismo año, recién proclamada la Primera República Portuguesa, Pestana fue comisionada por el gobierno español, y becada por la Junta de Ampliación de Estudios, para realizar un informe técnico sobre los avances de las propuestas educativas republicanas en su país natal; fruto de aquel viaje fue el libro La educación en Portugal, editado en 1915. Un año después, al fundarse el "Patronato del niño delincuente", ella es nombrada Secretaria del mismo, cargo que desempeñó hasta su desaparición en 1925.
En 1922, Alice había sufrido los primeros síntomas de una enfermedad nerviosa que se recrudeció en 1928. Tras una caída con rotura de cadera, y obligada a permanecer postrada, falleció finalmente en Madrid el día de Nochebuena del año 1929. Está enterrada en el cementerio civil de Madrid.

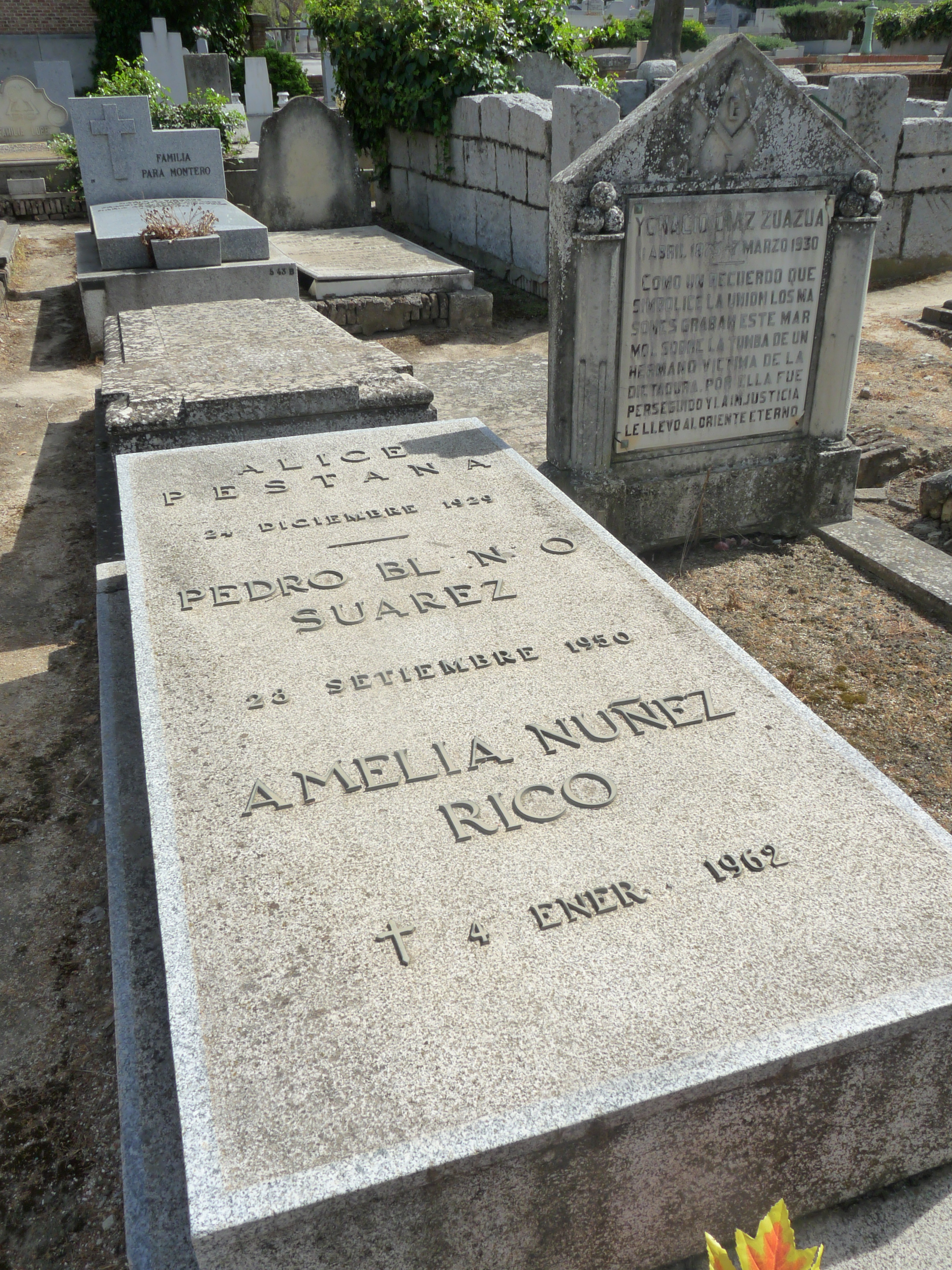
Tumba de Pestana y su marido Pedro Blanco Suárez en el cementerio civil de Madrid

### Obras sobre Alice Pestana
Su viudo publicó el libro titulado Alice pestana, «in memoriam», en la imprenta de Julio Cosano, en el Madrid de 1931.

### Obra escrita
En su obra en lengua portuguesa, destacan As mães e as filhas, Primeiras leituras y A filha de João do Outeiro, entre otros muchos ensayos, cuentos, artículos y seis obras de teatro. Es autora de la novela titulada Desgarrada, publicada en Lisboa en 1902 y traducida al español (Barcelona, F. Granada y Cª, 1909).

## En la generación feminista portuguesa
Alice Pestana se encuadra en el panorama de mujeres intelectuales de Portugal, a caballo de dos siglos: Carolina Michaëlis de Vasconcelos (1851-1925), Adelaide Cabete (1867-1935), Maria Clara Correia Alves (1869-1948), Beatriz Paes Pinheiro de Lemos (1872-1922), Ana de Castro Osório (1872-1935), Albertina Paraíso (1874-1954), Carolina Beatriz Ângelo (1877-1911), Maria Olga Morais Sarmento da Silveira (1881-1948), Virgínia Guerra Quaresma (1882-1973), entre una larga lista de mujeres portuguesas con un marcado perfil feminista, republicano y socialista.